# Campionat del Món d'atletisme de 2007 - 800 metres masculins
Els 800 metres masculins al campionat del Món d'atletisme de 2007 van tenir lloc a l'estadi Nagai els dies 30 i 31 d'agost i 2 de setembre.

## Medallistes
| Or     | Alfred Kirwa Yego · Kenya (KEN)   |
| Argent | Gary Reed · Canadà (CAN)          |
| Bronze | Yurly Borzakovskiy · Rússia (RUS) |

## Rècords
Els rècords del món i del campionat abans de la prova eren els següents.
| Rècord del Món       | Wilson Kipketer (DEN)  | 1:41.11 | Colònia, Alemanya | 24 d'agost de 1997    |
| Rècord del campionat | Billy Konchellah (KEN) | 1:43.06 | Roma, Itàlia      | 1 de setembre de 1987 |

## Resultats

### Final
La final va ser el 2 de setembre a les 19:55 hores (UTC+9).
| Posició           | Atleta                   | Temps   | Notes |
| ----------------- | ------------------------ | ------- | ----- |
| Medalla d'or      | Alfred Kirwa Yego (KEN)  | 1:47.09 |       |
| Medalla de plata  | Gary Reed (CAN)          | 1:47.10 |       |
| Medalla de bronze | Yurly Borzakovskiy (RUS) | 1:47.39 |       |
| 4                 | Abraham Chepkirwok (UGA) | 1:47.41 |       |
| 5                 | Wilfred Bungei (KEN)     | 1:47.42 |       |
| 6                 | Amine Laalou (MAR)       | 1:47.45 |       |
| 7                 | Mbulaeni Mulaudzi (RSA)  | 1:47.52 |       |
| 8                 | Mohammed Al Salhi (KSA)  | 1:47.58 |       |

### Semifinals
Els dos primers classificats de cada sèrie (Q) i els dos millors temps (q) passaven a la final.
La primera semifinal va ser el 31 d'agost a les 20:05 (UTC+9).
| Posició | Atleta                    | Temps   | Notes                            |
| ------- | ------------------------- | ------- | -------------------------------- |
| 1       | Alfred Kirwa Yego (KEN)   | 1:44.54 | Q / Millor marca de la temporada |
| 2       | Mbulaeni Mulaudzi (RSA)   | 1:44.71 | Q                                |
| 3       | Abraham Chepkirwok (UGA)  | 1:44.84 | q                                |
| 4       | Khadevis Robinson (USA)   | 1:45.45 |                                  |
| 5       | Fabiano Peçanha (BRA)     | 1:45.95 |                                  |
| 6       | Dimitrijs Milkevics (LAT) | 1:46.27 |                                  |
| 7       | Abdoulaye Wagne (SEN)     | 1:46.49 |                                  |
| 8       | Mouhssin Chehibi (MAR)    | 1:51.31 |                                  |

La segona semifinal va ser el 31 d'agost a les 20:12 (UTC+9).
| Posició | Atleta                 | Temps   | Notes                        |
| ------- | ---------------------- | ------- | ---------------------------- |
| 1       | Gary Reed (CAN)        | 1:44.92 | Q                            |
| 2       | Amine Laalou (MAR)     | 1:45.11 | Q                            |
| 3       | Dmitriy Bogdanov (RUS) | 1:45.36 | Millor marca de la temporada |
| 4       | Nabil Madi (ALG)       | 1:45.59 |                              |
| 5       | Manuel Olmedo (ESP)    | 1:45.61 |                              |
| 6       | Nick Symmonds (USA)    | 1:46.41 |                              |
| 7       | Justus Koech (KEN)     | 1:46.86 |                              |
| 8       | Rashid Ramzi (BRN)     | 1:47.46 |                              |

La tercera semifinal va ser el 31 d'agost a les 20:19 (UTC+9).
| Posició | Atleta                   | Temps   | Notes |
| ------- | ------------------------ | ------- | ----- |
| 1       | Yuriy Borzakovskiy (RUS) | 1:45.12 | Q     |
| 2       | Wilfred Bungei (KEN)     | 1:45.20 | Q     |
| 3       | Mohammed Al Salhi (KSA)  | 1:45.23 | q     |
| 4       | Youssef Saad Kamel (BRN) | 1:45.31 |       |
| 5       | Kleberson Davide (BRA)   | 1:46.45 |       |
| 6       | Michael Rimmer (GBR)     | 1:47.39 |       |
| 7       | Yassine Bensghir (MAR)   | 1:48.04 |       |
| 8       | Mohammad Al-Azemi (KUW)  | 1:50.28 |       |

### Sèries
Els tres primers de cada sèrie (Q) més els sis més ràpids (q) passaven a les semifinals.
La primera sèrie va ser el 30 d'agost a les 19.40 hores (UTC+9).
| Posició | Atleta                         | Temps   | Notes        |
| ------- | ------------------------------ | ------- | ------------ |
| 1       | Amine Laalou (MAR)             | 1:46.00 | Q            |
| 2       | John Steffensen (USA)          | 1:46.16 | Q            |
| 3       | Kleberson Davide (BRA)         | 1:46.17 | Q            |
| 4       | Belal Mansoor Ali (BRN)        | 1:46.34 |              |
| 5       | Achraf Tadili (CAN)            | 1:46.73 |              |
| 6       | Sajad Moradi (IRI)             | 1:46.75 |              |
| 7       | Mohammed Ahmed Al-Yafaee (YEM) | 1:56.55 |              |
|         | Ismail Ahmed Ismail (SUD)      |         | No va acabar |

La segona sèrie va ser el 30 d'agost a les 19.46 hores (UTC+9).
| Posició | Atleta                     | Temps   | Notes           |
| ------- | -------------------------- | ------- | --------------- |
| 1       | Gary Reed (CAN)            | 1:46.00 | Q               |
| 2       | Nabil Madi (ALG)           | 1:46.02 | Q               |
| 3       | Justus Koech (KEN)         | 1:46.08 | Q               |
| 4       | Antonio Manuel Reina (ESP) | 1:46.35 |                 |
| 5       | Arnoud Okken (NED)         | 1:47.23 |                 |
| 6       | Jeffrey Riselei (AUS)      | 1:4744  |                 |
| 7       | Aunese Cureen (SAM)        | 1:47.72 | Rècord nacional |
| 8       | Ivan Heshko (UKR)          |         | No va començar  |

La tercera sèrie va ser el 30 d'agost a les 19.52 hores (UTC+9).
| Posició | Atleta                  | Temps   | Notes                            |
| ------- | ----------------------- | ------- | -------------------------------- |
| 1       | Mbulaeni Mulaudzi (RSA) | 1:45.56 | Q                                |
| 2       | Rashid Ramzi (BRN)      | 1:45.64 | Q / Millor marca de la temporada |
| 3       | Dmitriy Bogdanov (RUS)  | 1:45.66 | Q                                |
| 4       | Fabiano Peçanha (BRA)   | 1:45.77 | q                                |
| 5       | Yeimer López (CUB)      | 1:46.28 |                                  |
| 6       | Mattias Claesson (SWE)  | 1:46.43 | Millor marca personal            |
| 7       | Eugenio Barrios (ESP)   | 1:46.62 |                                  |
| 8       | Brad Som (NED)          | 1:46.81 |                                  |

La quarta sèrie va ser el 30 d'agost a les 19.58 hores (UTC+9).
| Posició | Atleta                   | Temps   | Notes                            |
| ------- | ------------------------ | ------- | -------------------------------- |
| 1       | LaShawn Merritt (KEN)    | 1:45.52 | Q / Millor marca de la temporada |
| 2       | Michael Rimmer (GBR)     | 1:45.66 | Q                                |
| 3       | Dmitrijs Milkevics (LAT) | 1:45.72 | Q                                |
| 4       | Khadevis Robinson (USA)  | 1:45.78 | q                                |
| 5       | Manuel Olmedo (ESP)      | 1:45.90 | q                                |
| 6       | Eduard Villanueva (VEN)  | 1:46.33 | Millor marca personal            |
| 7       | David Campbell (IRL)     | 1:46.47 |                                  |
| 8       | Fadrique Iglesias (BOL)  | 1:48.42 |                                  |

La cinquena sèrie va ser el 30 d'agost a les 20.04 hores (UTC+9).
| Posició | Atleta                     | Temps   | Notes                            |
| ------- | -------------------------- | ------- | -------------------------------- |
| 1       | Mohammed Al Sahli (KSA)    | 1:45.58 | Q                                |
| 2       | Yuriy Borzakovskiy (RUS)   | 1:45.79 | Q                                |
| 3       | Wilfred Bungei (KEN)       | 1:45.79 | Q                                |
| 4       | Yassine Bensghir (MAR)     | 1:45.90 | q / Millor marca de la temporada |
| 5       | Abdoulaye Wagne (SEN)      | 1:46.20 | q                                |
| 6       | Abubaker Kaki Khamis (SUD) | 1:46.38 |                                  |
| 7       | Masato Yokota (JAP)        | 1:47.16 | Millor marca personal            |
| 8       | Mahamoud Farah (DJI)       | 1:49.06 |                                  |

La sisena sèrie va ser el 30 d'agost a les 20.10 hores (UTC+9).
| Posició | Atleta                       | Temps   | Notes                        |
| ------- | ---------------------------- | ------- | ---------------------------- |
| 1       | Youssef Saad Kamel (BRN)     | 1:45.25 | Q                            |
| 2       | Abraham Chepkirwok (UGA)     | 1:45.68 | Q                            |
| 3       | Mohammad Al-Azemi (KUW)      | 1:45.85 | Q                            |
| 4       | Mouhssin Chehibi (MAR)       | 1:46.16 | q                            |
| 5       | Samwel Mwera (TAN)           | 1:46.24 | Millor marca de la temporada |
| 6       | Jozef Repcik (SVK)           | 1:46.53 |                              |
| 7       | Duane Solomon (USA)          | 1:48.95 |                              |
| 8       | Souleymane Ould Chebal (MTN) | 1:56.45 | Millor marca de la temporada |